# Biomedicine & Pharmacotherapy
Biomedicine & Pharmacotherapy, abgekürzt Biomed. Pharmacother., ist eine wissenschaftliche Fachzeitschrift, die vom Elsevier-Verlag veröffentlicht wird. Die Zeitschrift wurde 1956 unter dem Namen Revue française d’études cliniques et biologiques gegründet. Im Jahr 1970 erfolgte eine Änderung in Revue européenne d’études cliniques et biologiques, der im Jahr 1973 die Änderung in Biomedicine: the European Journal of Clinical and Biological Research folgte. Seit 1982 heißt die Zeitschrift Biomedicine & Pharmacotherapy. Die Zeitschrift erscheint mit zwölf Ausgaben im Jahr und erscheint im Open Access. Es werden Arbeiten veröffentlicht, die sich mit Grundlagenarbeiten oder Studien aus der klinischen Medizin und Pharmakologie beschäftigen.
Der Impact Factor lag im Jahr 2014 bei 2,023. Nach der Statistik des ISI Web of Knowledge wird das Journal mit diesem Impact Factor in der Kategorie Pharmakologie und Pharmazie an 147. Stelle von 254 Zeitschriften und in der Kategorie experimentelle und forschende Medizin an 72. Stelle von 123 Zeitschriften geführt.